# Giuseppe Poggi
Pour les articles homonymes, voir Poggi.
Giuseppe Poggi (né le 3 avril 1811 à Florence et mort dans la même ville le 5 mars 1901) est un architecte et un ingénieur italien appelé au Risanamento de Florence en 1865.

## Biographie
Giuseppe Poggi est, avec Giorgio Vasari et Bernardo Buontalenti, architectes de la Renaissance, l'architecte récent qui a le plus radicalement influencé le visage de Florence. Il y œuvre quand elle est la capitale de l'Italie unifiée.
Il reçoit au début de sa carrière beaucoup de commandes de la bourgeoisie naissante du XIXe siècle pour la création, la restructuration et la modernisation de villas, de palais et de jardins (Villa Favard,  Palais Gondi, Palais de la Gherardesca, jardins Oricellari…). En particulier, il a été réputé pour sa réussite à conjuguer un style néo-renaissance, conforme à l'histoire citadine, avec les nouvelles modes, surtout liées aux parcs à l'anglaise.
En 1864, on lui confie le prestigieux projet d'étudier la nouvelle organisation urbanistique de Florence : une fois abattus les murs de fortification de la partie nord, pour réaliser les boulevards circulaires périphériques, avec quelques places mises en scène (Piazza Cesare Beccaria, Piazza della Libertà), des édifices qui leur sont raccordés stylitiquement sur leurs bords, pendant qu'au centre restaient en îlots pour les piétons les anciennes portes Trecento. Au Piazzale Donatello, il isole le cimetière des Anglais, entouré de cyprès dans un ensemble suggestif qui émeut les écrivains et les peintres du Romantisme, comme Arnold Böcklin qui s'en inspire pour son chef-d'œuvre Isola dei morti. Ensuite il crée sur le rivage opposé oltrarno, la Piazzale Michelangelo, sûrement son chef-d'œuvre du Risanamento.
Ces transformations seront controversées à la suite des expropriations et du déplacement de nombre de Florentins : la chronique de sa construction rapide a été décrite dans le détail par le journaliste italien Pietro Ferrigni (sous le pseudonyme de Yorick) qui ne manque pas de se référer à une partie des Florentins déplacés « par cette excessive dépense ».